# Paratendipes seydeli
Paratendipes seydeli är en tvåvingeart som beskrevs av Freeman 1957. Paratendipes seydeli ingår i släktet Paratendipes och familjen fjädermyggor. Inga underarter finns listade i Catalogue of Life.